# Tanjungsukur
Tanjungsukur is een bestuurslaag in het regentschap Ciamis van de provincie West-Java, Indonesië. Tanjungsukur telt 4504 inwoners (volkstelling 2010).